# Interkalation (tideräkning)
Interkalation är införandet av en skottdag, -vecka eller -månad på ett kalenderår. Detta görs för att kalendern skall överensstämma med årstiderna och månens faser. Lunisolarkalendrar såsom den Judiska kalendern eller den Antika makedoniska kalendern kan ibland behöva tillföras interkalation på både dagar och månader.

## Anledningar
Eftersom det borgerliga året består av exakt 365 lika långa dygn, vart och ett bestående av exakt 24 timmar, stämmer inte kalendern helt överens med de faktiska förhållandena. Dessa beskrivs genom tidsbegreppet stjärntid, baserat på vårdagjämningspunktens dagliga rörelse. Den tid det tar för jorden att rotera kring sin egen axel (ett dygn) är snarare 23 timmar, 56 minuter och 4 sekunder än exakt 24 timmar, och tiden för jordens bana kring solen (ett år) är cirka 365,24 tjugofyratimmarsperioder . Detta resulterar i att det borgerliga årets dagar är något för korta i förhållande jordens omlopp kring solen, något som kompenseras genom att vissa år lägga till ett dygn – interkalation.

## Förekomst
I den Gregorianska kalendern, som används i de flesta av jordens länder, genomförs interkalation genom att tillföra februari månad ett extra dygn var fjärde år, nämligen datumet den 29 februari. Undantag från regeln sker alla årtal som är jämnt delbara med 100, men inte med 400, för att öka noggrannheten. År 1700, 1800 och 1900 var sålunda sådana undantag, men inte år 2000. I den Julianska kalendern föreskrevs endast tillägg av ett dygn var fjärde år, utan dessa undantag.